# Hemerobius shibakawae
Hemerobius shibakawae är en insektsart som beskrevs av Nakahara 1915. Hemerobius shibakawae ingår i släktet Hemerobius och familjen florsländor. Inga underarter finns listade i Catalogue of Life.